# Celtic Glasgow
The Celtic Football Club [sɛltɪk], kurz Celtic FC, im deutschsprachigen Raum vor allem als Celtic Glasgow bezeichnet, ist ein schottischer Fußballverein. Der Klub hat den offiziellen Spitznamen „The Bhoys“, seine Mannschaft trägt ihre Heimspiele in grün-weiß quergestreiften Trikots („emerald green & white hoops“) im 60.411 Plätze bietenden Celtic Park (Spitzname: „Paradise“) im Stadtteil Bridgeton/Parkhead aus. Der Verein dominiert – zusammen mit dem Lokalrivalen Glasgow Rangers – seit über einem Jahrhundert den schottischen Fußball. Bisher größter Erfolg ist der Gewinn des Großen Triples in der Saison 1966/67 als erstem europäischen Verein bzw. den Ligapokalsieg dieser Saison mit eingerechnet als bis heute einziges Team in Europa der Gewinn des Quadruple.

## Geschichte
Der Celtic Football Club wurde am 6. November 1887 von dem irischen Maristenbruder Walfrid auf einer Versammlung in der St. Mary’s Church Hall in der East Rose Street (heute Forbes Street), Calton, Glasgow, offiziell gegründet, um die Armut im East End von Glasgow zu lindern und Geld für die von Walfrid gegründete Wohltätigkeitsorganisation Poor Children’s Dinner Table zu sammeln. Walfrid ließ sich bei der Gründung des Klubs als Mittel zur Spendensammlung weitgehend vom Beispiel Hibernian inspirieren, das einige Jahre zuvor in Edinburgh aus der eingewanderten irischen Bevölkerung gegründet worden war. Walfrids eigener Vorschlag für den Namen Celtic (ausgesprochen Seltik) sollte die irischen und schottischen Wurzeln des Klubs widerspiegeln und wurde auf derselben Versammlung angenommen. Der offizielle Spitzname des Klubs lautet The Bhoys. Nach Angaben der Celtic-Pressestelle war der neu gegründete Verein jedoch bei vielen als „the bold boys“ bekannt. Eine Postkarte aus dem frühen 20. Jahrhundert, auf der die Mannschaft abgebildet war und auf der „The Bould Bhoys“ stand, ist das erste bekannte Beispiel für diese einzigartige Schreibweise. Das zusätzliche h ahmt die gälische Schreibweise nach, bei der der Buchstabe b oft von dem Buchstaben h begleitet wird.

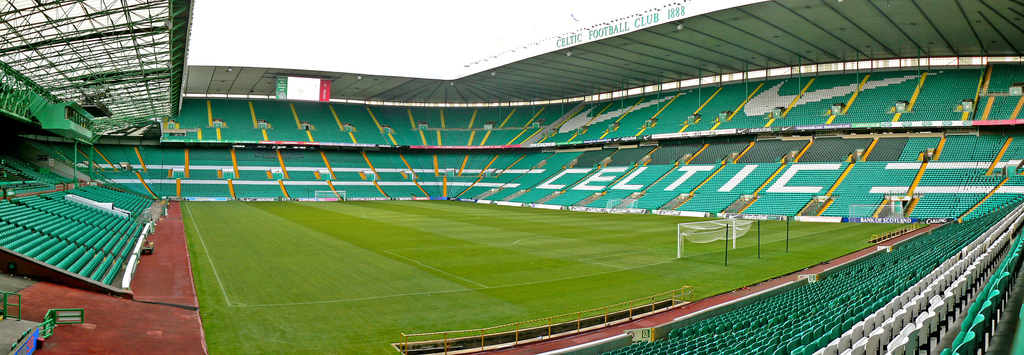
Der 1892 eröffnete Celtic Park ist bis heute die Heimspielstätte von Celtic

Am 28. Mai 1888 bestritt Celtic sein erstes offizielles Spiel gegen die Rangers und gewann mit 5:2, was als „Freundschaftsspiel“ bezeichnet wurde. Neil McCallum erzielte das erste Tor für Celtic. Das erste Trikot von Celtic bestand aus einem weißen Hemd mit grünem Kragen, schwarzen Shorts und smaragdgrünen Socken. Das ursprüngliche Vereinswappen war ein einfaches grünes Kreuz auf einem roten ovalen Hintergrund. 1889 erreichte Celtic in seiner ersten Saison das Finale des schottischen Pokals, verlor aber mit 1:2 gegen Third Lanark. 1892 erreichte Celtic erneut das Finale und siegte diesmal mit 5:1 gegen Queen’s Park, die erste große Auszeichnung des Vereins. Einige Monate später zog der Verein in sein neues Stadion, den Celtic Park, um und gewann in der folgenden Saison zum ersten Mal die schottische Meisterschaft. 1895 stellte Celtic beim 11:0-Sieg gegen Dundee den Ligarekord für das höchste Heimergebnis auf.

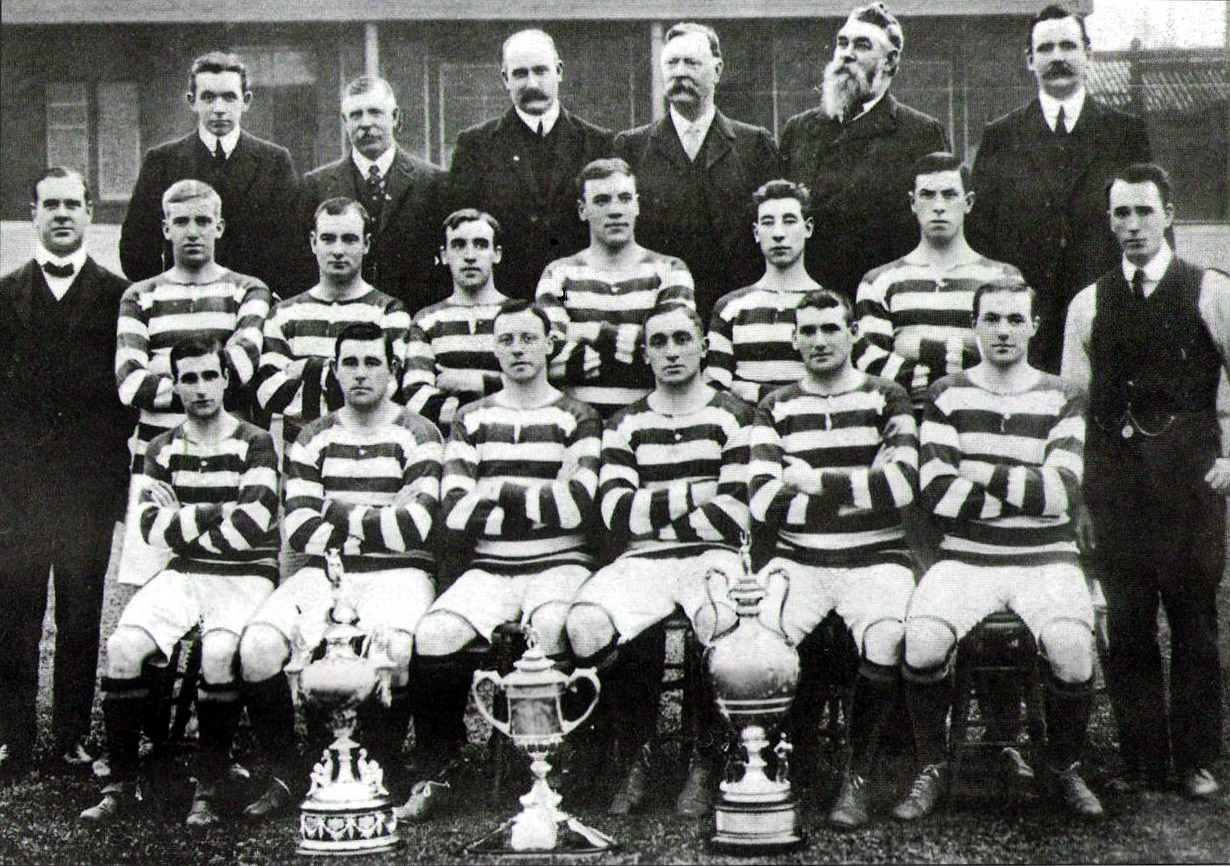
Celtic-Mannschaft im Jahre 1908

1897 wurde der Verein in eine Gesellschaft mit beschränkter Haftung umgewandelt, und Willie Maley wurde zum ersten „Secretary-Manager“ ernannt. Zwischen 1905 und 1910 gewann Celtic sechs Mal in Folge die schottische Liga-Meisterschaft und 1907 und 1908 den schottischen Pokal, womit zum ersten Mal ein schottischer Verein das Double gewann. Während des Ersten Weltkriegs gewann Celtic vier Mal in Folge die Liga, darunter 62 Spiele ungeschlagen zwischen November 1915 und April 1917. Mitte der 1920er Jahre entwickelte sich Jimmy McGrory zu einem der erfolgreichsten Torjäger der britischen Fußballgeschichte. In seiner sechzehnjährigen Karriere erzielte er 550 Tore in 547 Spielen (darunter 16 Tore für Clydebank während einer Leihsaison 1923–1924), was bis heute einen britischen Torrekord darstellt. Im Januar 1940 wurde Willie Maleys Rücktritt bekannt gegeben. Er war 71 Jahre alt und hatte dem Verein fast 52 Jahre lang in verschiedenen Funktionen gedient, zunächst als Spieler und dann als Sekretär und Manager. Jimmy McStay wurde im Februar 1940 Manager des Vereins. Er war über fünf Jahre in dieser Funktion tätig, obwohl in dieser Zeit aufgrund des Zweiten Weltkriegs kein offizieller Ligafußball stattfand. Die schottische Fußballliga und der schottische Pokal wurden ausgesetzt und stattdessen wurden regionale Ligawettbewerbe eingeführt. Celtic schnitt in den Kriegsjahren nicht besonders gut ab, gewann aber den Victory in Europe Cup, der im Mai 1945 als einmaliges Fußballspiel zur Feier des Victory in Europe Day ausgetragen wurde.
Der ehemalige Spieler und Kapitän Jimmy McGrory übernahm 1945 das Amt des Managers. Unter McGrory besiegte Celtic Arsenal, Manchester United und Hibernian und gewann den Coronation Cup, ein einmaliges Turnier, das im Mai 1953 anlässlich der Krönung von Elizabeth II. ausgetragen wurde. Außerdem führte er den Verein 1954 zum Double aus Liga und Pokal. Am 19. Oktober 1957 besiegte Celtic im Finale des schottischen Ligapokals im Hampden Park in Glasgow die Rangers und behielt damit die Trophäe, die sie im Jahr zuvor zum ersten Mal gewonnen hatten; das 7:1 ist nach wie vor ein Rekordsieg in einem britischen Pokalfinale. In den folgenden Jahren hatte Celtic jedoch zu kämpfen, und der Verein gewann unter McGrory keine weiteren Trophäen mehr.
Der ehemalige Celtic-Kapitän Jock Stein trat 1965 die Nachfolge von McGrory an. In seinen ersten Monaten im Verein gewann er den schottischen Pokal und führte den Verein in der folgenden Saison zum Meistertitel.
1967 war das „Jahr des Wunders“ für Celtic. Der Verein gewann alle Wettbewerbe, an denen er teilnahm: die schottische Liga, den schottischen Pokal, den schottischen Ligapokal, den Glasgow-Pokal und den Europapokal. Damit wurde Celtic der erste Verein, der das europäische Triple gewann, und ist bis heute der einzige Verein, der das sagenumwobene Quadrupel gewann. Unter der Führung von Stein besiegte der Verein am 25. Mai 1967 im Estádio Nacional in Lissabon Inter Mailand mit 2:1 und war damit die erste britische Mannschaft, und auch die erste außerhalb Spaniens, Portugals und Italiens, die den Wettbewerb gewann. Sie sind bis heute die einzige schottische Mannschaft, die das Finale erreicht hat. Die Spieler von damals, die alle im Umkreis von 30 Meilen um Glasgow geboren waren, wurden später als „Lissabonner Löwen“ bekannt. In der folgenden Saison verlor Celtic im Interkontinental-Pokal gegen Racing Club aus Argentinien.
Auch 1970 erreichte Celtic das Finale des Europapokals der Landesmeister, musste sich aber im San Siro in Mailand mit 1:2 gegen Feyenoord geschlagen geben. Auch Anfang der 1970er Jahre dominierte der Verein den schottischen Fußball, und der Gewinn der schottischen Meisterschaft 1974 war der neunte Titel in Folge, womit der damalige Weltrekord von MTK Budapest und CSKA Sofia eingestellt wurde.
In den 1980er Jahren feierte Celtic weitere Erfolge im eigenen Land und gewann in der Jubiläumssaison 1987/88 das Double aus Scottish Premier Division und Scottish Cup.

Die Ligazugehörigkeit und Platzierungen von Celtic

Anfang der 1990er Jahre erlebte der Klub eine Flaute, die darin gipfelte, dass die Bank of Scotland am 3. März 1994 die Geschäftsführer darüber informierte, dass sie den Konkursverwalter einschalten würde, da der Klub einen Überziehungskredit von 5 Millionen Pfund überschritten hatte. Der im Ausland lebende Geschäftsmann Fergus McCann übernahm jedoch die Kontrolle über den Klub und verdrängte die Familiendynastien, die Celtic seit seiner Gründung kontrolliert hatten. Medienberichten zufolge übernahm McCann den Verein wenige Minuten, bevor dieser für bankrott erklärt werden sollte. McCann richtete die Geschäfte des Vereins als Aktiengesellschaft – Celtic PLC – neu ein und überwachte den Umbau des Celtic Park in ein 60 832 Zuschauer fassendes Stadion. 1998 gewann Celtic unter dem Niederländer Wim Jansen erneut den Titel und verhinderte, dass die Rangers ihren Rekord von neun Siegen in Folge übertrafen.
Martin O’Neill übernahm den Verein im Juni 2000. Unter seiner Führung gewann Celtic drei von fünf SPL-Meisterschaften (die anderen wurden nur knapp verloren) und in seiner ersten Saison gewann der Verein auch das nationale Triple, womit O’Neill nach Jock Stein erst der zweite Celtic-Manager war, dem dies gelang. 2003 reisten rund 80 000 Celtic-Fans an, um den Verein im UEFA-Pokalfinale in Sevilla zu sehen. Celtic verlor trotz zweier Tore von Henrik Larsson in der regulären Spielzeit mit 2:3 nach Verlängerung gegen Porto. Das Verhalten der tausenden mitgereisten Celtic-Fans wurde von den Einwohnern Sevillas gelobt, und die Fans wurden sowohl von der FIFA als auch von der UEFA „für ihr außerordentlich loyales und sportliches Verhalten“ mit dem Fairplay-Preis ausgezeichnet.

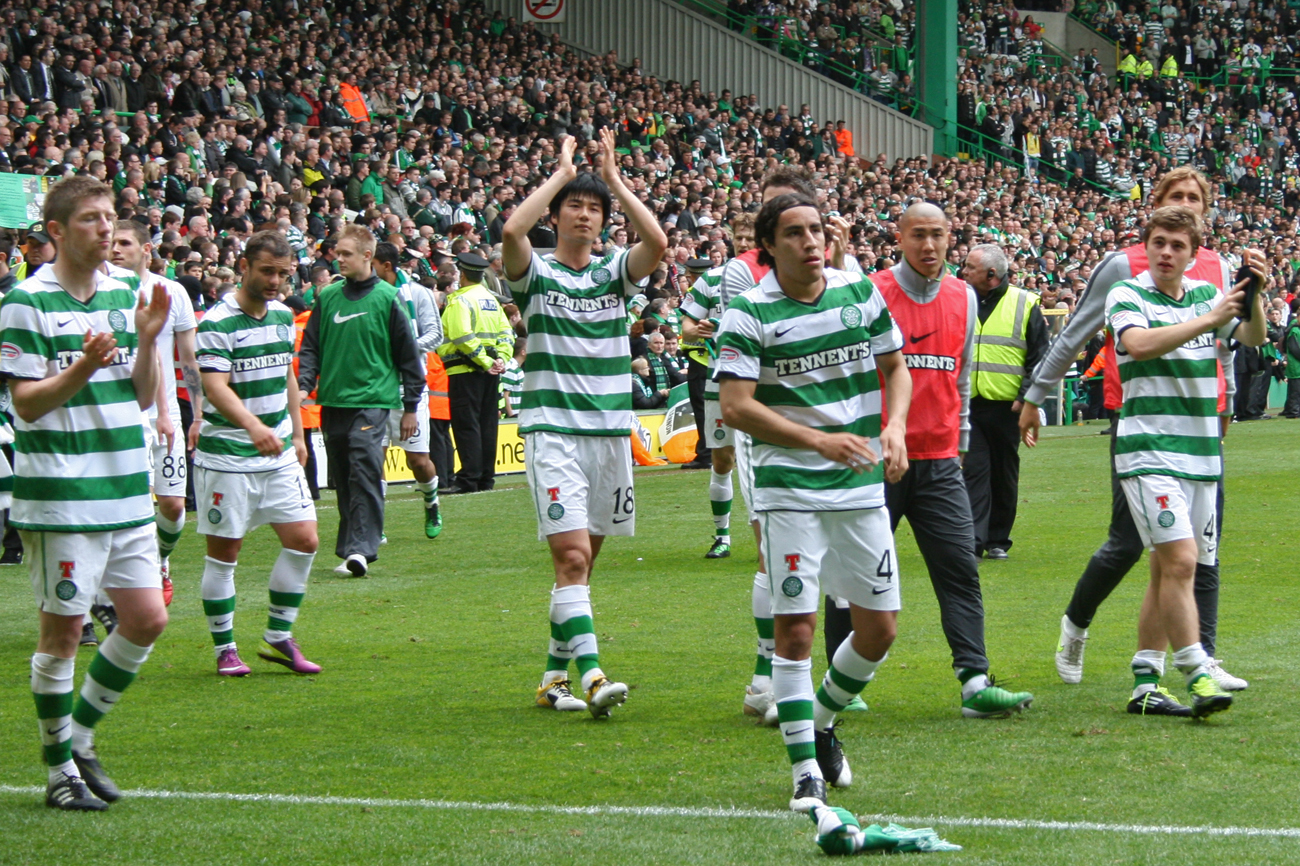
Die Spieler von Celtic am letzten Spieltag der Saison 2010/11 in den bekannten Trikots

Im Juni 2005 wurde Gordon Strachan als Nachfolger von O’Neill bekannt gegeben. Nachdem er in seinem ersten Amtsjahr den SPL-Titel gewonnen hatte, war er erst der dritte Trainer von Celtic, der drei Titel in Folge gewann. In der Saison 2006/07 führte er Celtic zum ersten Mal in die K.o.-Phase der UEFA Champions League und wiederholte dieses Kunststück in der Saison 2007/08, bevor er den Verein im Mai 2009 verließ, nachdem es ihm nicht gelungen war, den SPL-Titel zu gewinnen. Im Juni 2009 übernahm Tony Mowbray die Leitung des Vereins, ein Jahr später wurde Neil Lennon sein Nachfolger. Im November 2010 stellte Celtic mit einem 9:0-Sieg gegen Aberdeen im Celtic Park einen SPL-Rekord für den höchsten Sieg in der Geschichte der SPL auf.
Im November 2012 feierte Celtic sein 125-jähriges Bestehen, und zwar in derselben Woche, in der ein Champions-League-Spiel gegen Barcelona stattfand. Der 2:1-Sieg an diesem Abend rundete eine denkwürdige Woche ab und führte schließlich zur Qualifikation für das Achtelfinale. Celtic beendete die Saison mit dem Double aus SPL und schottischem Pokal. Im März 2014 holte der Klub den dritten Meistertitel in Folge, wobei Torhüter Fraser Forster während der Saison einen neuen Rekord aufstellte: 1.256 Minuten ohne Gegentor in einem Ligaspiel. Am Ende der Saison gab Manager Neil Lennon nach vier Jahren seinen Rücktritt bekannt.
Am 6. Juni 2014 wurde der Norweger Ronny Deila zum Manager von Celtic ernannt. Er führte die Mannschaft zu zwei aufeinanderfolgenden Meistertiteln und einem Ligapokal, doch die Leistungen der Mannschaft im europäischen Wettbewerb waren schlecht. Nach dem Ausscheiden im schottischen Pokal gegen die Rangers im April 2016 gab Deila bekannt, dass er den Verein am Ende der Saison verlassen werde.
Am 20. Mai 2016 wurde Brendan Rodgers als Nachfolger von Deila bekannt gegeben. In seiner ersten Saison blieb das Team in den nationalen Wettbewerben lange Zeit ungeschlagen und gewann im November 2016 mit einem 3:0-Sieg im Ligapokalfinale gegen Aberdeen seine 100. große Trophäe. Im April 2017 sicherte sich Celtic mit einem Rekord von acht Ligaspiel-Siegen in Folge den sechsten Meistertitel und schloss die Saison mit der Rekordzahl von 106 Punkten ab, womit man die erste schottische Mannschaft seit den Rangers im Jahr 1899 wurde, die eine Saison in der höchsten Spielklasse ungeschlagen beendete. Mit dem 2:1-Sieg gegen Aberdeen im schottischen Pokalfinale 2017 holte sich Celtic das vierte Triple, womit der Verein die gesamte heimische Saison ungeschlagen beendete.
Celtic setzte seine Ungeschlagenheit auch in der folgenden Saison fort und übertraf mit 69 Spielen den 100 Jahre alten britischen Rekord von 62 Spielen, bevor man im November 2017 gegen Hearts verlor. Im selben Monat gewann Celtic den Ligapokal durch einen Finalsieg gegen Motherwell und holte sich im April 2018 den siebten Meistertitel in Folge. Im schottischen Pokalfinale 2018 besiegte Celtic erneut Motherwell und holte als erster schottischer Klub das „Double Treble“, das zweite nationale Triple in Folge. Rodgers verließ den Verein in der Mitte der folgenden Saison, um zu Leicester City zu wechseln; Neil Lennon kehrte für den Rest der Saison als Interimstrainer zurück und verhalf Celtic zu einem noch nie dagewesenen dritten nationalen Triple in Folge (dem „Treble Treble“), indem er Hearts im schottischen Pokalfinale 2019 mit 2:1 besiegte. Später im selben Monat wurde er als neuer Manager des Vereins bestätigt.
Im Dezember 2019 führte Lennon Celtic zu einem 1:0-Sieg über die Rangers im Finale des schottischen Ligapokals 2019, der zehnten nationalen Trophäe des Vereins in Folge. Im März 2020 lag Celtic mit 13 Punkten Vorsprung in der Liga, als der Profifußball in Schottland aufgrund der COVID-19-Pandemie im Vereinigten Königreich ausgesetzt wurde. Im Mai 2020 wurde Celtic als Meister bestätigt, nachdem der SPFL-Vorstand beschlossen hatte, dass die gesamte Ligasaison nicht zu Ende gespielt werden könne. Die Austragung des schottischen Pokals 2019/20 verzögerte sich, da das Halbfinale und das Finale – wie im Vorjahr zwischen Celtic und Hearts – erst im Spätherbst/Winter 2020 stattfanden. Celtic gewann das Finale nach Elfmeterschießen, nachdem es nach der Verlängerung 3:3 gestanden hatte, und sicherte sich damit das vierte Triple in Folge. In der Saison 2020/21 hatte Celtic jedoch mit schlechten Leistungen in Europa zu kämpfen, schied im Ligapokal gegen Ross County aus und hatte im Februar 2021 in der Liga 18 Punkte Rückstand auf die Rangers, womit die Hoffnungen auf den zehnten Titel in Folge erloschen. Lennon trat am 24. Februar 2021 zurück, und sein Assistent John Kennedy übernahm interimistisch die Leitung der Mannschaft. In den letzten Wochen der Saison schied Celtic im schottischen Pokal gegen die Rangers aus, was die erste trophäenlose Saison seit 2010 bedeutete, und beendete die Ligasaison mit 25 Punkten Rückstand auf den Rivalen aus Glasgow.
In der Saison 2022/23 konnte Celtic den Rekord von den Rangers von sieben Triple-Siegen aus Meisterschaft, Pokal und Ligapokal einstellen. Mit acht Triple-Erfolgen stellt Celtic nun den Weltrekord.

## Wappen und Farben
Das Heimtrikot von Celtic bestand die meiste Zeit der Vereinsgeschichte aus grün-weißen horizontalen Reifen, aber das ursprüngliche Trikot bestand aus einem weißen Oberteil mit schwarzen Shorts und schwarz-grünen Reifensocken. Auf dem Trikot befand sich auch das Abzeichen der Maristenbrüder auf der rechten Seite, das aus einem grünen keltischen Kreuz in einem roten Kreis bestand. 1889 wechselte der Verein zu einem grün-weiß vertikal gestreiften Trikot, das in den folgenden vierzehn Jahren unverändert blieb, obwohl die Farbe der Shorts in diesem Zeitraum mehrmals zwischen Weiß und Schwarz wechselte. Das Trikot enthielt kein Wappen.
Im Jahr 1903 führte Celtic seine inzwischen berühmten grün-weißen Reifentrikots ein. Das neue Design wurde zum ersten Mal am 15. August 1903 in einem Spiel gegen Partick Thistle getragen. Schwarze Socken wurden bis Anfang der 1930er Jahre getragen, dann wechselte die Mannschaft zu grünen Socken. Mitte der 1960er Jahre wurden weiße Socken eingeführt, und seither ist Weiß die vorherrschende Farbe.
In den 1930er Jahren begann der Verein, ein Abzeichen zu verwenden, das ein vierblättriges Kleeblatt-Logo zeigte, umgeben von der offiziellen Bezeichnung des Vereins, „The Celtic Football and Athletic Coy. Ltd.“ Doch erst 1977 übernahm Celtic das Vereinswappen endgültig für seine Trikots. Der äußere Teil des Wappens wurde umgedreht, und die Trikots trugen nun weiße Schrift auf grünem Grund. Auch der Text um das Kleeblatt-Logo auf den Trikots wurde vom offiziellen Vereinswappen auf „The Celtic Football Club“ verkürzt. 1988, im Jahr des hundertjährigen Bestehens, wurde ein Gedenkwappen mit dem keltischen Kreuz getragen, das auf den ersten Trikots zu sehen war. Die Version von 1977 wurde für die Saison 1989–90 wieder eingeführt.
Ab 1945 wurden nummerierte Trikots langsam in ganz Schottland verwendet, bevor sie 1960 zur Pflicht wurden. Zu diesem Zeitpunkt war Celtic der letzte Verein in Großbritannien, der die Nummern auf dem Trikot zur Identifizierung der Spieler verwendete. Der traditionsbewusste und idealistische Vorsitzende von Celtic, Robert Kelly, wollte nicht, dass die berühmten grün-weißen Trikots verunstaltet werden, und so trug Celtic seine Nummern auf den Hosen der Spieler. Diese ungewöhnliche Tradition hielt sich bis 1994, obwohl nummerierte Trikots ab 1975 in europäischen Wettbewerben getragen wurden. Celtics Tradition, die Nummern auf den Hosen und nicht auf der Rückseite der Trikots zu tragen, wurde beendet, als die schottische Fußballliga Celtic anwies, ab der Saison 1994/95 Nummern auf den Trikots zu tragen. Celtic reagierte darauf, indem es die Nummern oben auf den Ärmeln anbrachte, aber innerhalb weniger Wochen ordnete die Fußballbehörde an, dass der Verein die Nummern auf der Rückseite der Trikots anbringen musste, wo sie auf einem großen weißen Fleck erschienen und die grün-weißen Reifen unterbrachen.
1984 trat Celtic erstmals als Trikotsponsor auf, wobei das in Fife ansässige Unternehmen CR Smith sein Logo auf der Vorderseite des Mannschaftstrikots prangte. In der Saison 1991–92 wechselte Celtic zum in Glasgow ansässigen Autohaus Peoples als Sponsor. Für die Saison 1992–93 gelang es dem Verein nicht, einen Trikotsponsor zu finden, und zum ersten Mal seit den frühen 1980er Jahren trat Celtic in sponsorlosen Trikots an. Trotz des Verlusts an Marketingeinnahmen stiegen die Verkäufe des neuen, nicht gesponserten Replika-Trikots deutlich an. Für die Saison 1993–94 gewann Celtic das Trikotsponsoring zurück, wobei CR Smith im Rahmen eines Vierjahresvertrags als Trikotsponsor zurückkehrte.
Im Jahr 2005 trennte sich der Verein von Umbro, dem Ausrüster der Trikots seit den 1960er Jahren, und schloss einen Vertrag mit Nike. Anlässlich des 40. Jahrestags des Europapokalsiegs wurde für die Saison 2007/08 ein spezielles Wappen eingeführt. Der Stern, der diesen Triumph symbolisiert, wurde beibehalten, als das übliche Wappen in der folgenden Saison wieder eingeführt wurde. 2012 wurde von Nike ein Trikot im Retrostil entworfen, das anlässlich des 125-jährigen Bestehens des Vereins schmalere Reifen enthielt. Es wurde ein spezielles Wappen mit einem keltischen Knotenmuster eingeführt, das um das traditionelle Abzeichen gestickt wurde. Für die Saison wurde außerdem ein Trikot der dritten Wahl eingeführt, das auf dem ersten Trikot von 1888 basiert.
Im März 2015 einigte sich Celtic mit dem in Boston ansässigen Sportartikelhersteller New Balance auf einen neuen Trikotvertrag im Wert von 30 Millionen Pfund, um Nike ab der Saison 2015–16 zu ersetzen.
Alle Trikots für die Saison 2017–18 waren eine Hommage an die Lissabonner Löwen, mit einer Linie auf jeder Seite, die die Griffe des Europapokals darstellen sollte. Die Trikots enthielten auch ein eigens für die Saison entworfenes Gedenkwappen. Das reguläre Wappen wurde in der darauffolgenden Saison wieder eingeführt, obwohl das Auswärtstrikot wieder ein keltisches Kreuz als Hinweis auf das Erbe des Vereins enthielt.
Im März 2020 kündigte Celtic eine neue Fünfjahrespartnerschaft mit Adidas an, die am 1. Juli 2020 beginnt und vermutlich das größte Trikotsponsoring in der Geschichte des schottischen Sports darstellt.

## Anhängerschaft
Mit dem Stadtrivalen Glasgow Rangers verbindet Celtic eine der erbittertsten Rivalitäten des Fußballs überhaupt. Celtic und die Rangers stehen für jeweils verschiedene Konfessionen (Katholiken vs. Protestanten) und unterschiedliche nationale Identitätsgefühle (irisch vs. britisch).

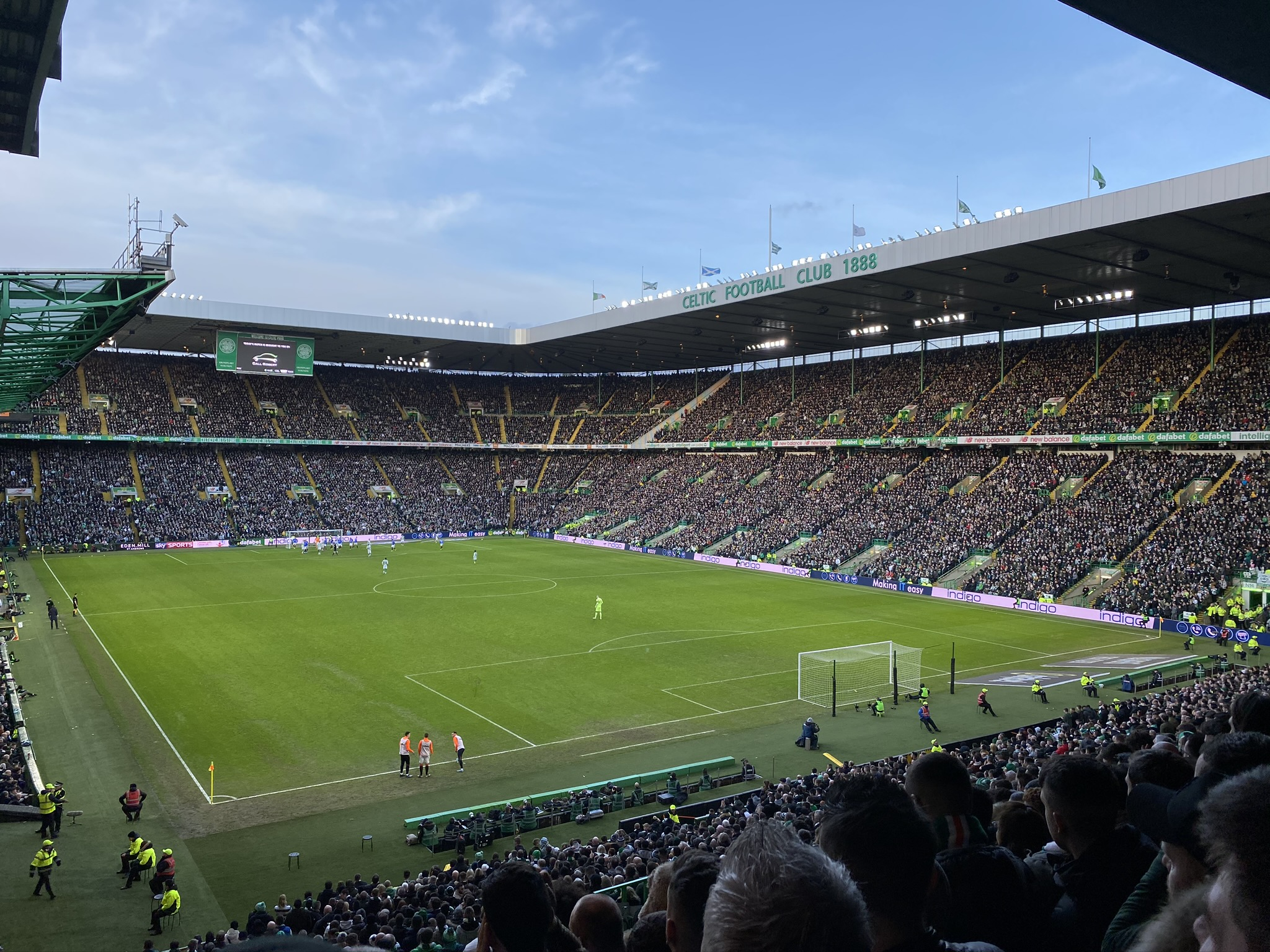
Der Celtic Park während des Old Firms gegen die Rangers

Im Gegensatz zu den Rangers, die bis 1989 ausschließlich protestantische Fußballer beschäftigten, waren die Spieler von Celtic zwar großteils irisch-katholischer Herkunft und der Club stark in der katholischen Gemeinde Schottlands integriert. Allerdings waren bei Celtic seit Beginn alle Spieler willkommen, unabhängig von ihrer Herkunft, kulturellen Identität oder Religion. Ein weiterer Grund dieser Rivalität liegt in der Loyalität der Rangers zur britischen Krone, was den eher irisch orientierten Celts wieder ein Dorn im Auge ist. So sind zum Beispiel die Vereinsfarben Grün-Weiß auf die Landesflagge von Irland zurückzuführen, auf dem Dach über dem Spielfeld wird die schottische Flagge (The Saltire) sowie die grün-weiß-orange irische Flagge gehisst, aber niemals der britische Union Jack. In sozialer Hinsicht stehen die Rangers für die britisch geprägte Oberschicht, während Celtic die irisch-katholischen Bewohner einiger der ärmsten Stadtviertel Westeuropas repräsentiert. Das Lokalderby – The Old Firm – ist ein symbolischer Religions-, National- und Klassenkampf.
Celtic-Fans sind durch ihre zahlreiche und lautstarke, aber äußerst friedvolle Unterstützung bei Heim-, aber auch besonders bei Auswärtsspielen bekannt. 2003 erhielten die Fans dafür den FIFA-Fairplay-Preis. Die bekanntesten Lieder des Celtic-Anhangs sind You’ll Never Walk Alone und The Fields of Athenry. Ebenfalls sehr beliebt sind Hail, Hail, the Celts are here, Over and over – we will follow you, Just Can’t Get Enough von Depeche Mode und die Ode an Willie Maley.
Allerdings gibt es unter den Fans auch ein Antisemitismus-Problem. Palästina-Flaggen und pro-palästinensische Positionierungen werden bei den Heimspielen seit Jahren regelmäßig von der „Green Brigade“ gezeigt, im November 2023 sah der Klub allerdings Grenzen überschritten und sperrte die Dauerkarten von Mitgliedern der Fangruppe. Auch der langjährige Celtic-Spieler Nir Bitton war Ziel antisemitischer Beleidigungen der eigenen Fans. Grund dafür war der Krieg in Israel und Gaza. In dem von irischen Einwanderern geprägten Verein und auch in Irland ist die Unterstützung für die Palästinenser groß. Viele Menschen in Irland und auch viele Fans von Celtic sehen in der irischen Geschichte mit der britischen Besatzung Parallelen zur Situation der Palästinenser. Davon ausgehend wehren die Fans sich deshalb ausdrücklich dagegen, dass Solidarität mit Palästina beziehungsweise Kritik am Staat Israel bezüglich Folter, Menschenrechte, Siedlungspolitik usw. mit Antisemitismus und rechter Ideologie gleichgesetzt wird.
Zudem bestehen Fanfreundschaften mit dem FC St. Pauli, Borussia Dortmund und dem FC Villarreal. Die Fans von Borussia Dortmund bekennen sich bei Europapokalbegegnungen mit den Rangers öffentlich zu ihrer Fanfreundschaft mit Celtic z. B. durch das Schwenken irischer Fahnen.
Für die Anhänger erscheint seit 1965 wöchentlich die Vereinszeitschrift The Celtic View.
Mit 57.900 Zuschauern weist Celtic den dritthöchsten Zuschauerschnitt aller britischen Vereine auf. Im Jahresdurchschnitt 2011 hatten nur Arsenal und Manchester United einen höheren Besuch zu verzeichnen. Im gesamteuropäischen Vergleich liegt Celtic hier an zwölfter Stelle.

## Medienangebote von Celtic
1965 begann Celtic mit der Herausgabe einer eigenen Zeitung, The Celtic View, die heute die älteste Vereinszeitschrift im Fußball ist. Sie war die Idee des späteren Vorsitzenden Jack McGinn, der damals in der Vertriebsabteilung von Beaverbrook Newspapers arbeitete. McGinn selbst redigierte die Zeitung in den ersten Jahren, wobei die Auflage anfangs rund 26.000 Exemplare erreichte. Bis 2020 war sie ein 72-seitiges Hochglanzmagazin mit über 6.000 wöchentlichen Lesern und die meistverkaufte Vereinszeitschrift im Vereinigten Königreich. Im Frühjahr 2020 wurde die Produktion des Magazins aufgrund des Ausbruchs der COVID-19-Pandemie im Vereinigten Königreich vorübergehend eingestellt. Im August 2021 kündigte Celtic jedoch die Wiederaufnahme der Produktion des Magazins an, das nun vierteljährlich auf 100 Seiten erscheint.
Ab 2002 übertrug Celtics Internet-TV-Kanal Channel67 (früher bekannt als Celtic Replay) Celtics eigene Inhalte weltweit und bot Abonnenten außerhalb des Vereinigten Königreichs Live-Übertragungen von Spielen. Außerdem bot er drei Online-Kanäle an. Im Jahr 2004 startete Celtic seinen eigenen digitalen Fernsehsender Celtic TV, der im Vereinigten Königreich über Setanta Sports auf Satelliten- und Kabelplattformen zu empfangen war. Aufgrund des Zusammenbruchs von Setanta im Vereinigten Königreich im Juni 2009 stellte Celtic TV den Sendebetrieb ein, obwohl der Verein hoffte, einen neuen Sendepartner zu finden. 2011 wurde Celtic TV als Online-Dienst neu gestartet und ersetzte Channel67.

## Einfluss auf andere Vereine
Aufgrund der großen Anhängerschaft von Celtic haben mehrere Vereine beschlossen, Celtic nachzueifern oder sich von ihm inspirieren zu lassen. Da der Verein vor allem in Nordirland eine große Anhängerschaft hat, wurden dort mehrere Vereine von örtlichen Celtic-Fans gegründet. Der bekannteste und erfolgreichste war Belfast Celtic, der 1891 unter dem Namen Celtic gegründet wurde. Nach der Gründung als Aktiengesellschaft im Jahr 1901 nahm der Verein jedoch den Namen „Belfast Celtic“ an, da der Titel „Celtic Football Club Ltd“ bereits von dem Glasgower Verein registriert worden war. Die Heimstätte des Vereins war ab demselben Jahr der Celtic Park in der Donegall Road im Westen Belfasts, der bei den Fans als Paradise bekannt war. Der Verein war eine der erfolgreichsten Mannschaften in Irland, bis er sich 1949 aus der irischen Liga zurückzog. Donegal Celtic, das derzeit in der NIFL Premier Intermediate League spielt, wurde 1970 gegründet, wobei der Celtic-Teil aufgrund der großen lokalen Anhängerschaft des schottischen Vereins Celtic und des früheren Belfast Celtic übernommen wurde. Der Verein trägt den Spitznamen The Wee Hoops und spielt im Donegal Celtic Park an der Suffolk Road in Belfast. 1903 wurde ein Verein namens Lurgan Celtic gegründet, der sich an die römisch-katholische Gemeinde der Stadt richtete und den Namen und die Farben der Glasgower Celtic annahm. Der Verein aus der Grafschaft Armagh spielt derzeit in der NIFL-Meisterschaft. In der Republik Irland spielen sowohl Tuam Celtic A.F.C. als auch Castlebar Celtic F.C. in einem Stadion namens Celtic Park.
In Schottland und England haben sich andere Vereine nach Celtic benannt und das Trikot übernommen. Dazu gehören der inzwischen aufgelöste schottische Verein Blantyre Celtic F.C., der irische Verein Listowel Celtic F.C. und die englischen Unterligavereine Cleator Moor Celtic F.C., der 1908–09 von irischen Einwanderern gegründet wurde, die in den örtlichen Eisenerzminen arbeiteten, Celtic Nation F.C. (inzwischen aufgelöst) und West Allotment Celtic F.C. Der Verein Yeovil Town F.C. aus Somerset, der traditionell ein ganz grünes Trikot trug, änderte sein Trikot, um es dem von Celtic nachzubilden, inspiriert von der UEFA-Cup-Teilnahme des schottischen Vereins 2003.
Außerhalb der Britischen Inseln ist der südafrikanische Verein Bloemfontein Celtic F.C., einer der beliebtesten Vereine des Landes mit einer großen Fangemeinde im Freistaat, ebenfalls nach Celtic F.C. benannt. 1969 als Mangaung United gegründet, übernahm der damalige Besitzer Molemela 1984 den Verein und änderte den Namen in Bloemfontein Celtic. Der in Bloemfontein ansässige Verein spielt in der Premier Soccer League. In den Vereinigten Staaten von Amerika hat sich der Hurricanes F.C. aus Houston, Texas, 2019 in Celtic FC America umbenannt und spielt in der Texas Premier Soccer League.

## Aktueller Kader Saison 2025/26
Stand: 5. August 2025
| Nr. |                    | Position | Name                   |
| --- | ------------------ | -------- | ---------------------- |
| 1   | Danemark           | TW       | Kasper Schmeichel      |
| 2   | Kanada             | AB       | Alistair Johnston      |
| 4   | England            | AB       | Jahmai Simpson-Pusey   |
| 5   | Irland             | AB       | Liam Scales            |
| 6   | Vereinigte Staaten | AB       | Auston Trusty          |
| 7   | Portugal           | MF       | Jota                   |
| 8   | Schweden           | ST       | Benjamin Nygren        |
| 9   | Irland             | ST       | Adam Idah              |
| 12  | Finnland           | TW       | Viljami Sinisalo       |
| 13  | Korea Sud          | ST       | Hyun-jun Yang          |
| 14  | Schottland         | MF       | Luke McCowan           |
| 18  | Japan              | MF       | Shin Yamada            |
| 19  | Wales              | ST       | Callum Osmand          |
| 20  | Vereinigte Staaten | AB       | Cameron Carter-Vickers |

| Nr. |            | Position | Name            |
| --- | ---------- | -------- | --------------- |
| 23  | Australien | ST       | Marco Tilio     |
| 24  | Irland     | ST       | Johnny Kenny    |
| 25  | Japan      | AB       | Hayato Inamura  |
| 27  | Belgien    | MF       | Arne Engels     |
| 28  | Portugal   | MF       | Paulo Bernardo  |
| 30  | England    | TW       | Tobi Oluwayemi  |
| 31  | Schottland | TW       | Ross Doohan     |
| 38  | Japan      | ST       | Daizen Maeda    |
| 41  | Japan      | MF       | Reo Hatate      |
| 42  | Schottland | MF       | Callum McGregor |
| 49  | Schottland | MF       | James Forrest   |
| 56  | Schottland | AB       | Tony Ralston    |
| 57  | Schottland | AB       | Stephen Welsh   |
| 63  | Schottland | AB       | Kieran Tierney  |

### Verliehene Spieler
| Nr. |          | Position | Name             |
| --- | -------- | -------- | ---------------- |
| 7   | Honduras | ST       | Luis Palma       |
| 15  | Norwegen | MF       | Odin Thiago Holm |
| 17  | Polen    | AB       | Maik Nawrocki    |

| Nr. |            | Position | Name            |
| --- | ---------- | -------- | --------------- |
| 32  | Nordirland | TW       | Josh Clarke     |
| 37  | Schottland | AB       | Adam Montgomery |

## Top 10 nach Einsätzen und Toren
(Stand: 21. Juli 2025; berücksichtigt sind alle Pflichtspiele)
| Einsätze                            | Einsätze      | Einsätze            | Einsätze |
| ----------------------------------- | ------------- | ------------------- | -------- |
| 1                                   | Billy McNeill | 1957–1975           | 822      |
| 2                                   | Alec McNair   | 1904–1925           | 684      |
| 3                                   | Paul McStay   | 1981–1997           | 683      |
| 4                                   | Roy Aitken    | 1976–1990           | 682      |
| 5                                   | Danny McGrain | 1970–1987           | 681      |
| 6                                   | Pat Bonner    | 1979–1997           | 646      |
| 7                                   | Scott Brown   | 2007–2021           | 620      |
| 8                                   | Bobby Lennox  | 1961–1978 1979–1980 | 599      |
| 9                                   | Bobby Evans   | 1944–1960           | 580      |
| 10                                  | Bobby Hogg    | 1932–1948           | 575      |
| fett= noch für Celtic Glasgow aktiv |               |                     |          |

| Tore                                | Tore            | Tore                | Tore |
| ----------------------------------- | --------------- | ------------------- | ---- |
| 1                                   | Jimmy McGrory   | 1922–1937           | 502  |
| 2                                   | Bobby Lennox    | 1961–1978 1979–1980 | 301  |
| 3                                   | Henrik Larsson  | 1997–2004           | 242  |
| 4                                   | Jimmy Quinn     | 1900–1917           | 239  |
| 5                                   | Stevie Chalmers | 1958–1971           | 236  |
| 6                                   | Patsy Gallacher | 1911–1926           | 200  |
| 6                                   | Sandy McMahon   | 1891–1903           | 200  |
| 8                                   | John Hughes     | 1960–1971           | 197  |
| 9                                   | Jimmy McMenemy  | 1902–1920           | 176  |
| 10                                  | Kenny Dalglish  | 1969–1977           | 173  |
| fett= noch für Celtic Glasgow aktiv |                 |                     |      |

## Trainer
- 1897–1940: Willie Maley
- 1940–1945: Jimmy McStay
- 1945–1965: Jimmy McGrory
- 1965–1978: Jock Stein
- 1978–1983: Billy McNeill
- 1983–1987: David Hay
- 1987–1991: Billy McNeill
- 1991–1993: Liam Brady
- 1993–1994: Lou Macari
- 1994–1997: Tommy Burns
- 1997–1998: Wim Jansen
- 1998–1999: Jozef Vengloš
- 1999–2000: John Barnes
- 2000–2005: Martin O’Neill
- 2005–2009: Gordon Strachan
- 2009–2010: Tony Mowbray
- 2010–2014: Neil Lennon
- 2014–2016: Ronny Deila
- 2016–2019: Brendan Rodgers
- 2019–2021: Neil Lennon
- 2021–2023: Ange Postecoglou
- seit 2023: Brendan Rodgers

Jock Stein war auch Spieler bei Celtic, vor allem aber ging er als Trainer in die Annalen des Vereins ein. Unter seiner Ägide gewann Celtic sowohl neun Meistertitel in Folge (1966–1974) als auch den Europapokal (1967). Bemerkenswert war, dass sämtliche Celtic-Spieler des gewonnenen Cupfinales 1967 aus einem Radius von 40 Kilometern um Glasgow herum stammten. Jock Stein ist noch heute der erfolgreichste Celtic-Trainer der Geschichte. Bemerkenswert ist außerdem die Tatsache, dass er trotz seiner protestantischen Konfession beim katholisch geprägten Verein höchste Anerkennung genießt.

## Mannschaftskapitäne
- 1888–1897: James Kelly
- 1897–1899: Dan Doyle
- 1899–1903: Sandy McMahon
- 1903–1906: Willie Orr
- 1906–1911: Jimmy Hay
- 1911–1917: James Young
- 1917–1920: Alec McNair
- 1920–1923: William Cringan
- 1923–1925: Charlie Shaw
- 1925–1929: Willie McStay
- 1929–1934: Jimmy McStay
- 1934–1935: Bobby Hogg
- 1935–1939: Willie Lyon
- 1948–1952: John McPhail
- 1952–1953: Sean Fallon
- 1953–1955: Jock Stein
- 1955–1957: Bobby Evans
- 1957–1961: Bertie Peacock
- 1961–1963: Duncan MacKay
- 1963–1975: Billy McNeill
- 1975–1977: Kenny Dalglish
- 1977–1987: Danny McGrain
- 1987–1990: Roy Aitken
- 1990–1997: Paul McStay
- 1997–2002: Tommy Boyd
- 2002–2004: Paul Lambert
- 2004–2005: Jackie McNamara
- 2005–2007: Neil Lennon
- 2007–2010: Stephen McManus
- 2010–2021: Scott Brown
- seit 2021: Callum McGregor

James Kelly war der erste Kapitän von Celtic in der Vereinsgeschichte. Willie und Jimmy McStay waren Brüder, Paul McStay deren Großneffe.

## Erfolge
- Europapokal der Landesmeister: 1×
  - Sieger: 1967
  - Finalist: 1970
- UEFA-Pokal
  - Finalist: 2003
- Weltpokal
  - Finalist: 1967

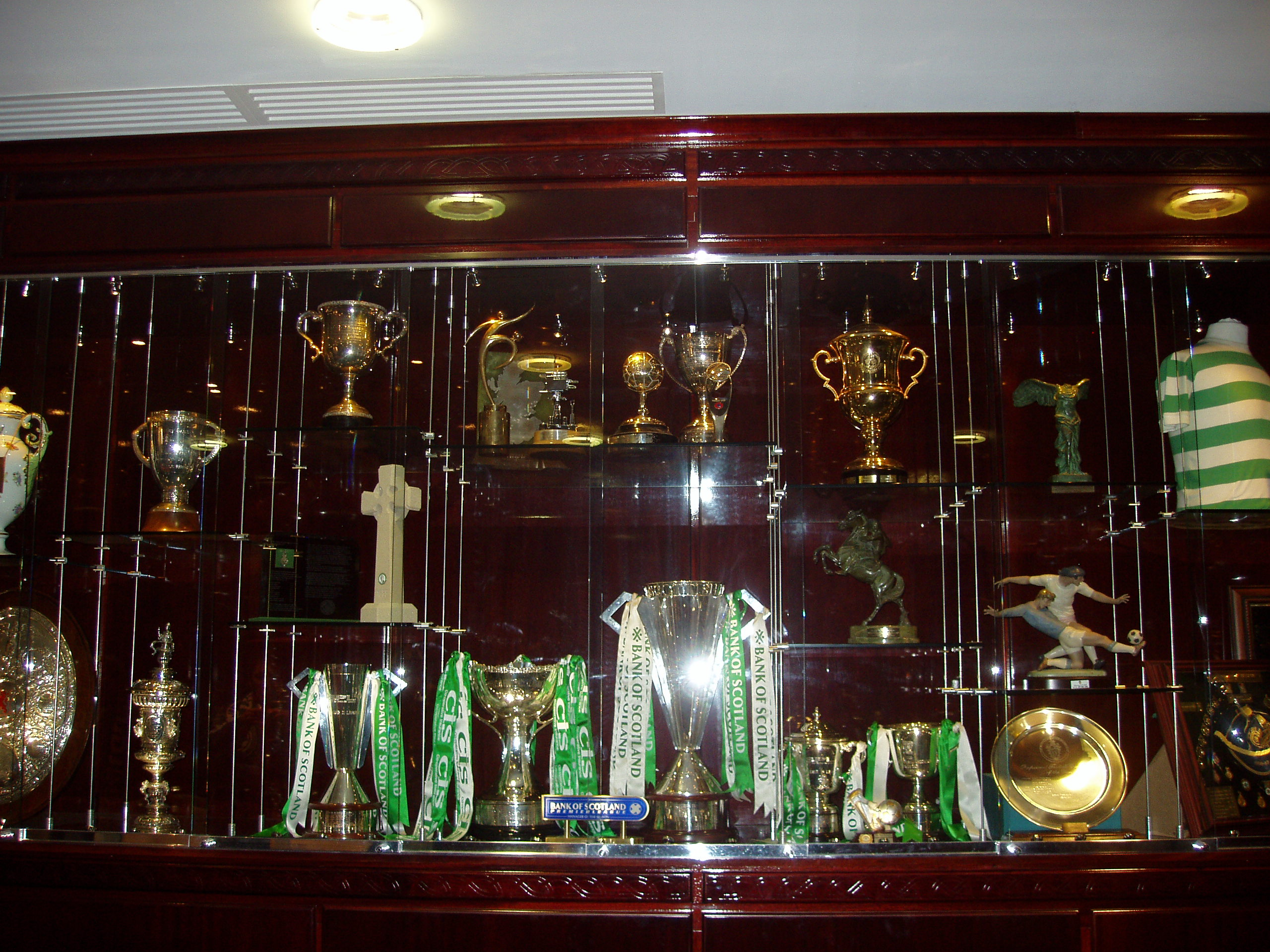
Trophäen im Stadion Celtic Park

- Schottische Meisterschaft: 55× (Rekord, gemeinsam mit den Glasgow Rangers)
  - 1893, 1894, 1896, 1898, 1905, 1906, 1907, 1908, 1909, 1910, 1914, 1915, 1916, 1917, 1919, 1922, 1926, 1936, 1938, 1954, 1966, 1967, 1968, 1969, 1970, 1971, 1972, 1973, 1974, 1977, 1979, 1981, 1982, 1986, 1988, 1998, 2001, 2002, 2004, 2006, 2007, 2008, 2012, 2013, 2014, 2015, 2016, 2017, 2018, 2019, 2020, 2022, 2023, 2024, 2025
  - 32× Vizemeister
- Scottish FA Cup: 42× (Rekord)
  - 1892, 1899, 1900, 1904, 1907, 1908, 1911, 1912, 1914, 1923, 1925, 1927, 1931, 1933, 1937, 1951, 1954, 1965, 1967, 1969, 1971, 1972, 1974, 1975, 1977, 1980, 1985, 1988, 1989, 1995, 2001, 2004, 2005, 2007, 2011, 2013, 2017, 2018, 2019, 2020, 2023, 2024
  - 19× Finalist
- Scottish League Cup: 22×
  - 1957, 1958, 1966, 1967, 1968, 1969, 1970, 1975, 1983, 1998, 2000, 2001, 2006, 2009, 2015, 2017, 2018, 2019, 2020, 2022, 2023, 2025
  - 15× Finalist
- Glasgow Cup: 29×
  - 1891, 1892, 1895, 1896, 1905, 1906, 1907, 1908, 1910, 1916, 1917, 1920, 1921, 1927, 1928, 1929, 1931, 1939, 1941, 1949, 1956, 1962, 1964, 1965, 1967, 1968, 1970, 1975, 1982
  - 27× Finalist
- Glasgow Merchants Charity Cup: 28×
  - 1892, 1893, 1894, 1895, 1896, 1899, 1903, 1905, 1908, 1912, 1913, 1914, 1915, 1916, 1917, 1918, 1920, 1921, 1924, 1926, 1936, 1937, 1938, 1943, 1950, 1953, 1959, 1961
  - 14× Finalist
- British League Cup: 1×
  - 1902
- Navy and Army War Fund Shield: 1×
  - 1918
- Empire Exhibition Trophy: 1×
  - 1938
- Coronation Cup: 1×
  - 1953
- Drybrough Cup: 1×
  - 1974
- Weitere Auszeichnungen:
  - BBC Sports Personality of the Year Team Award: 1967
  - France Football European Team of the Year: 1970
  - FIFA Fair Play Award: 2003
  - UEFA Fair Play Award: 2003
  - FIFA Fan Award: 2017